# ドミニカ国の国章
ドミニカ国の国章（ドミニカこくのこくしょう）は、1961年に制定されており、1978年の独立後も引き続き用いられている。中央に据えられた盾を鸚鵡である国鳥のミカドボウシインコが支えている。中央の盾は4等分され、左上に肥沃な土壌に支えられた椰子の木、右下にはドミニカ国の基幹産業でもあるバナナの木、また右上には(蛙)、カリブ海を行き交うカヌーがそれぞれ描かれている。

裏が黄色リボンには、国の標語である"Après Bondie C'est La Ter"（「神の後によってこの大地を愛する」）のフランス語系クレオール語文字がある。

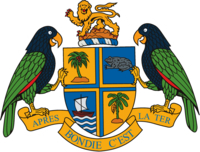
その他の国章